# Atlantide (romanzo)
Atlantide è un romanzo del 1999 scritto da Clive Cussler, appartenente al ciclo delle avventure di Dirk Pitt e Albert Giordino.

## Trama
Nel 7120 a.C. una cometa colpisce la Terra ed elimina quasi tutta la vita terrestre, creando tempeste, inondazioni e ghiaccio quasi su tutto il pianeta.
Passano molti secoli e nel settembre 1858 una baleniera di nome Paloverde, comandata da Bradford Mendez, mentre è a caccia di balene al Polo Sud, si imbatte in una nave fantasma intrappolata nei ghiacci. Osservandola sembra una nave inglese del 1760 circa, così decidono di perlustrarla ed all'interno trovano, oltre all'intero equipaggio, compreso il loro capitano Legih Hunt, ghiacciato, numerosi manufatti ed una cassa contenente uno splendido teschio di ossidiana, tutto conservato benissimo nella stiva. Rinvenuto il diario di bordo, scoprono che la nave è un Indiaman della compagnia Skyar Croft Trading Company di Liverpool, chiamata Madras; al momento in cui le note furono scritte, già da cinque mesi che non avevano cibo e lentamente erano morti quasi tutti. Rientrato a casa con il suo equipaggio, il capitano Mendez si mette in contatto con la società della nave, che decide di mandare due navi per recuperare il carico e l'equipaggio della Madras, che tuttavia non fanno più ritorno.
Passa un altro secolo e mezzo e nel 2001, a Pandora in Colorado, Luis Marquez, proprietario di una miniera, scopre per caso una stanza cubica con all'interno delle strane iscrizioni e un teschio nero. Marquez decide di chiamare il dott. Thomas Ambrose, un ricercatore archeologico, e la dott.ssa Patricia O'Connell, esperta nel decifrare scritture antiche; da qui inizia un'avventura nel cercare di sopravvivere in questi cunicoli della miniera, poiché alcuni misteriosi killer attaccano il gruppo; nei dintorni tuttavia vi è anche Dirk Pitt, che li aiuta a sopravvivere ed a fare arrestare alcuni sicari. Pitt riesce a scoprire che fanno parte di una misteriosa setta chiamata il Quarto Impero (Quarto Reich), comandata dalla famiglia Wolf.
Dopo intense ricerche, Pitt riesce a trovare una discendente del capitano Mendez, la quale gli consegna il teschio nero trovato nella miniera. Allora James Sandecker, presidente della NUMA (National Underwater and Marine Agency), decide di inviare Albert Giordino (collega e fedele amico di Pitt) a cercare la stanza sull'isola, mentre Pitt va alla ricerca della nave Madras. In entrambe le occasioni la setta del Quarto Impero cerca di eliminarli, fallendo. Raccolte le prove e le varie iscrizioni, esse vengono riportate alla sede e dopo vari studi risulta che le varie stanze risalirebbero al 7100 a.C. circa, quando un'antica civiltà di una popolazione chiamata Amenes fu spazzata via dal cataclisma.
Da qui si continua con una sfida tra la NUMA e la setta di misteriosi individui (che risultano essere pronipoti di ex nazisti reduci della seconda guerra mondiale), una corsa contro il tempo per salvare il mondo da un nuovo cataclisma.

## Edizioni
- Clive Cussler, Atlantide, traduzione di Lidia Perria, Longanesi, 2000,  pp. 457, ISBN 88-304-1865-X.
- Clive Cussler, Atlantide, collana La Gaja scienza, traduzione di Lidia Perria, Longanesi, 25 agosto 2000,  p. 578, ISBN 9788830418653.
- Clive Cussler, Atlantide, traduzione di Lidia Perria, Teadue, TEA, 2002,  p. 560, ISBN 9788850201167.
- Clive Cussler, Atlantide, traduzione di Lidia Perria, Grandi avventure, TEA, 2007,  p. 560, ISBN 9788850214631.
- Clive Cussler, Atlantide, traduzione di Lidia Perria, Best TEA, TEA, 2009,  p. 463, ISBN 9788850219735.
- Clive Cussler, Atlantide, traduzione di Lidia Perria, Best TEA, TEA, 2015,  p. 560, ISBN 9788850239023.
- Clive Cussler, Atlantide, traduzione di Lidia Perria, Tea più, TEA, 28 maggio 2020,  p. 576, ISBN 9788850251339.